# Алексід
Алексід (грец. Ἄλεξις; між 394 до н. е. та 370 до н. е. — між 288 до н. е. та 270 до н. е.) — давньогрецький поет, представник середньої аттичної комедії.

## Життєпис
Народився у м. Фурії (Велика Греція, сучасна південна Італія). Щодо дати народження Алексіда не існує остаточної впевненості. Називаються 394, 390, 375 та 372 роки до н. е. Про його особисте життя замало відомостей. Ймовірно розпочав як актор, згодом сам став писати п'єси. Згодом перебрався до Афін, де отримав громадянство (був зарахований до триби Леонтіди). Дожив до 106 років. Його небіжем був відомий в подальшомуу комедіограф Менандр.
Усього в доробку Алексіада 245 комедій, з яких збереглися назви 130. Був переможцем на Ленеях та Діонісіях. Вперше виграв на Ленея у середині 350-х років до н. е. Користувався прихильністю глядачів до самої смерті. за деякими переказами помер на сцені після оголошення його переможцем.
Мова Алексіада доволі витончена, твори доволі дотепні та витончені, часто застосовував неологізми, надавав словам нові значення (саме від Алексіада пішла назва паразит в негативному для людини значенні). П'єси Алексіада були доволі популярними серед сучасників, а в подальшому використовувалися давньоримськими комедіографами, зокрема Титом Плавтом та Секстом Турпілієм.

## Українські переклади
- Франко І. Зібрання творів у 50 тт. — К., 1977. — Т. 9. Поетичні переклади та переспіви. — С. 178—185. Фрагменти Алексіда Фурійця з комедій «Лін», «Отруєна мндрагорою», «Управитель», «Сон» та «Засліплений».